# Honda RA108
El Honda RA108 fue el último coche de Fórmula 1 diseñado por el constructor Honda Racing F1 Team. Lo diseñó Shuhei Nakamoto y compitió en la temporada 2008 de Fórmula 1 con Jenson Button y Rubens Barrichello al volante, con unos resultados que no estuvieron a la altura de las expectativas a pesar de superar la cantidad de puntos sumados por el Honda RA107 el el año anterior.

## Diseño y presentación

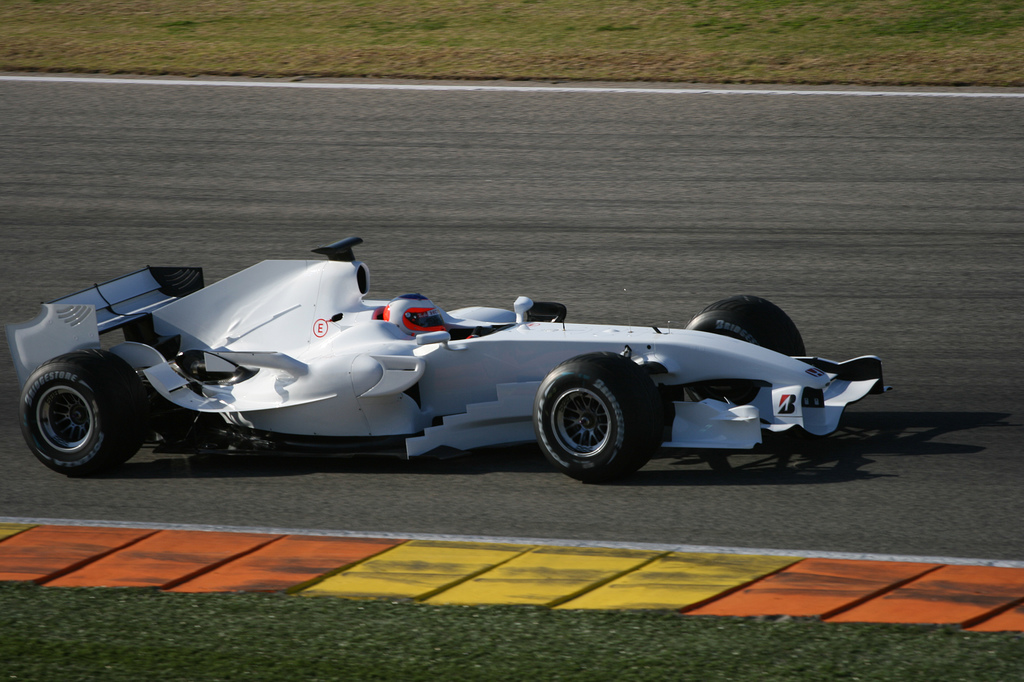
El RA108 en el Circuito de Cheste.

El coche fue creado por el diseñador japonés Shuhei Nakamoto, siendo revisado por el ingeniero inglés Ross Brawn, quien se había incorporado a Honda Racing F1 en noviembre de 2007, sustituyendo a Nick Fry en las funciones de jefe de equipo. El coche realizó sus primeras vueltas en el circuito de Cheste el 23 de enero a las manos de Rubens Barrichello, estando enteramente pintado de blanco.
La presentación oficial del coche se realizó el 29 de enero de 2008 en el cuartel general del equipo en Brackley, Reino Unido. En la ceremonia estuvieron presentes Ross Brawn, Nick Fry (nuevo director general), Yosuhiro Wada (presidente del equipo), Takeo Fukui (presidente de Honda) y los cinco pilotos del equipo, Jenson Button, Rubens Barrichello, Alex Wurz, Mike Conway y Luca Filippi, los últimos tres pilotos de pruebas, además de una gran cantidad de periodistas. Durante la conferencia de prensa, el CEO de Honda, Yosuhiro Wada, dijo lo siguiente: «En Honda siempre pedimos a la gente que trabaje al máximo para conseguir los máximos objetivos y nunca deben temer cometer errores. Los errores son naturales cuando los objetivos son muy altos. Pero yo sólo los acepto una vez». Estas declaraciones se debieron a los pobres resultados conseguidos por Honda con el RA107, que durante la temporada 2007 de Fórmula 1 apenas sumó seis puntos, todos de la mano de Jenson Button. Sin embargo, el nuevo chasis seguía lastrado por su propulsor Honda RA808E, el peor de los 5 que había en la parrilla por aquel entonces.

## Temporada 2008

### Pretemporada

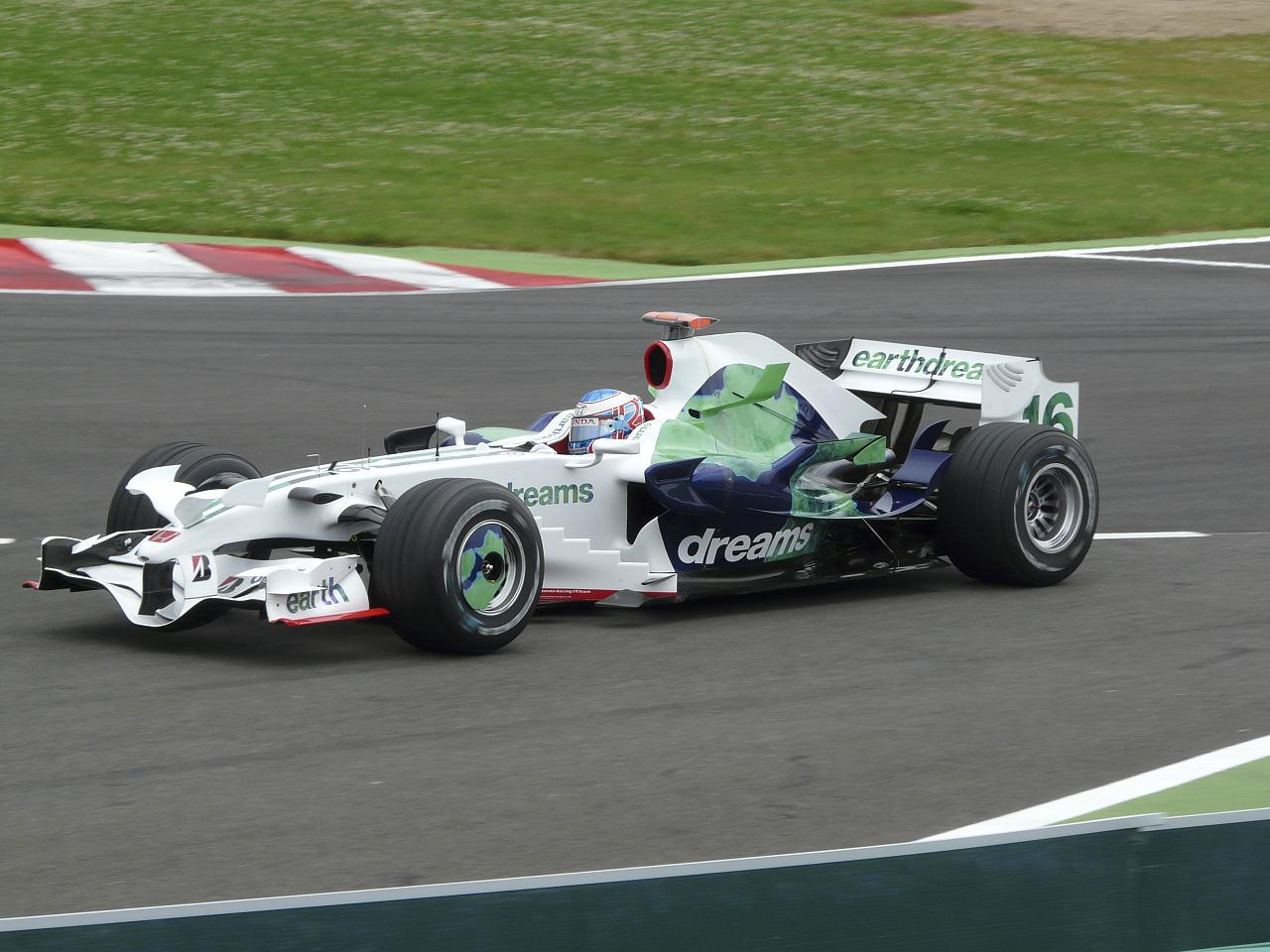
El Honda RA108 con las "orejas de dumbo".

Al poco tiempo de iniciar la pretemporada, el nuevo jefe del equipo, Ross Brawn, dijo que Honda Racing F1 Team se concentraría en desarrollar el coche para 2009, aprovechando el brusco cambio reglamentario impuesto por la FIA. Dejaron de lado el desarrollo del RA108, mientras que los pilotos titulares del equipo decían que el coche era mucho mejor que el RA107.
Durante la pretemporada se pudo ver que el bólido presentaba distintos tipos de alerones. El principal cambio que experimentó fue la incorporación de los alerones denominados “orejas de Dumbo” en la parte delantera del coche, aunque esta evolución no sería utilizada hasta el Gran Premio de Mónaco, se refería a que esta evolución le daría al RA108 mayor agarre.
Los últimos entrenamientos privados del RA108 tuvieron lugar en el aeródromo de Menorca el 20 de abril antes del inicio de la temporada europea de la Fórmula 1.

### Temporada 2008 de Fórmula 1
La temporada se inició en Australia, en una carrera en la que sólo terminaron siete autos, Rubens consiguió un sexto puesto a pesar de que durante la carrera entró a cargar combustible y cambiar neumáticos con el coche de seguridad en pista (lo que le valió una penalización de diez segundos). Una vez terminada la carrera fue descalificado, ya que en la misma maniobra, regresó a la pista cuando los semáforos estaban en rojo. Jenson estuvo involucrado en un accidente con Sebastian Vettel, luego de superar en la largada a Fernando Alonso. En el accidente la suspensión de Button sufrió grandes daños, viéndose obligado a abandonar en la primera vuelta.
La segunda carrera fue en Malasia. Button finalizó la carrera en el décimo lugar, mientras Barrichello lo lograba en el decimotercero. De esta manera, el equipo demostraba que gozaba de una fiabilidad impecable, ya que la carrera se disputó con más de 30 grados de calor.

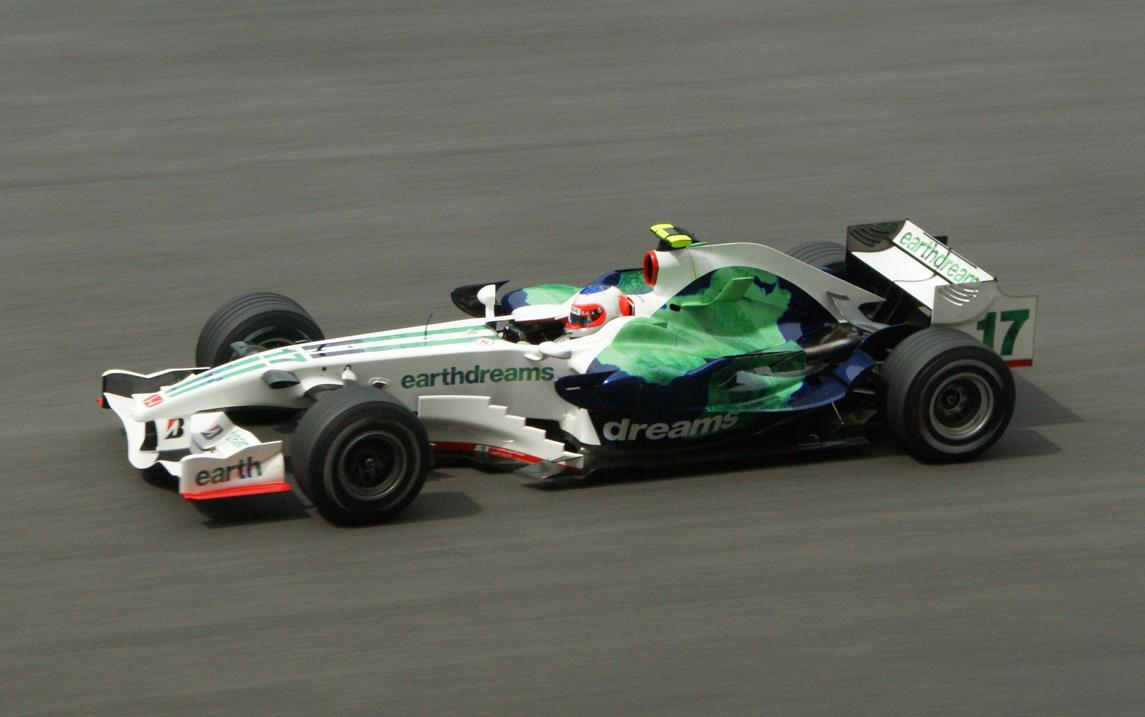
Barrichello en el Gran Premio de Malasia.

La tercera cita mundialista fue en Baréin. La jornada comenzó esperanzadora para el equipo, ya que Button llegó a la Q3 y se posicionó noveno en la grilla de partida. Sin embargo, la carrera fue frustrante, ya que el británico fue embestido en la primera vuelta, viéndose obligado a entrar a boxes y regresar a pista en el último lugar, mientras que Barrichello se mantenía en la duodécima posición, siendo taponado por el Force India de Giancarlo Fisichella. En la primera tanda de boxes, gracias a la estrategia del equipo, pudo superarlo; mientras que Button se veía obligado a abandonar por una fuerte colisión con David Coulthard. Finalmente, el brasileño finalizó la competencia en el decimoprimer lugar, luego de un apasionante duelo con Fernando Alonso, finalizando a solo 0,06 segundos del dos veces campeón del mundo.

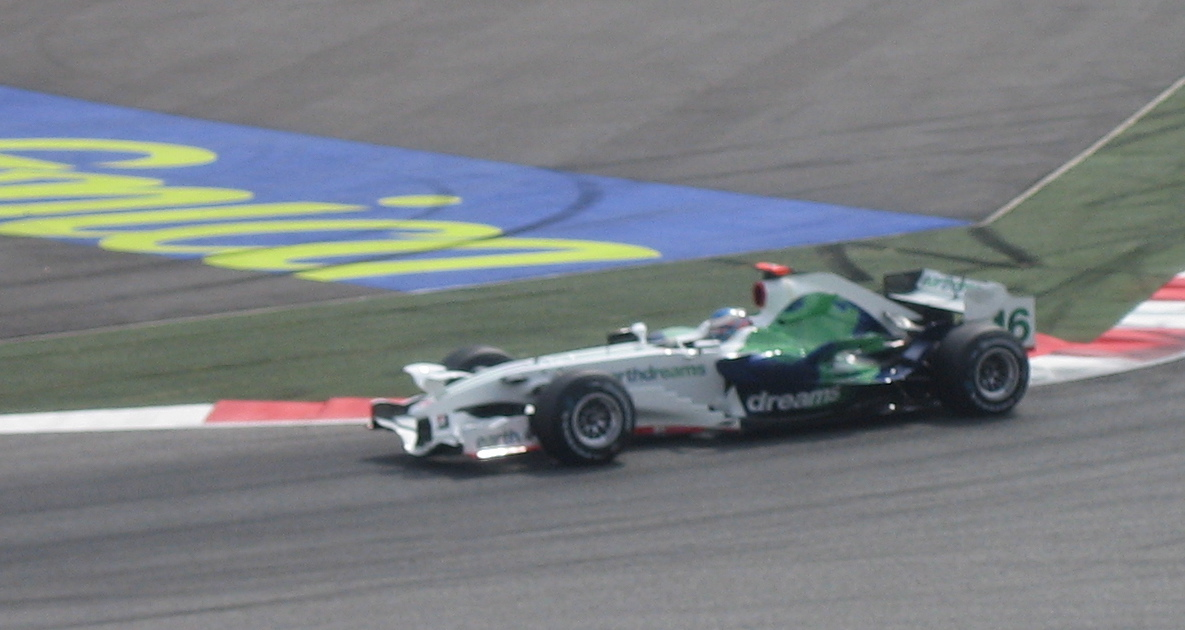
Jenson Button consiguió los primeros puntos del equipo en España.

La cuarta cita mundialista tuvo lugar en España, y en esta ocasión el equipo logró su objetivo de puntuar, ya que Button logró sumar los primeros tres puntos del equipo gracias al sexto puesto conseguido en una carrera en la que sólo terminaron trece coches. El británico rodó una tanda de 29 vueltas, más que ningún otro piloto; aunque su estrategia se vio afectada por el fuerte accidente de Heikki Kovalainen, que produjo la salida del coche de seguridad. Antes de realizar su último repostaje, rodaba en la quinta posición, y salió de boxes sexto para terminar la carrera a diecisiete segundos del Red Bull de Mark Webber. La otra cara de la carrera fue Barrichello. El veterano piloto abandonó la competencia por un incidente con Giancarlo Fisichella en la calle de boxes, dando una vuelta completa con el alerón delantero arrastrando debajo del coche, lo que le produjo graves daños que le obligaron a abandonar.
La siguiente carrera del mundial fue en Turquía. Este Gran Premio fue tranquilo en la pista para el equipo japonés, con Button finalizando decimoprimero y Barrichello decimocuarto. En esta carrera, el brasileño superaba el récord de participaciones de Riccardo Patrese, con 257 Grandes Premios en su casillero.

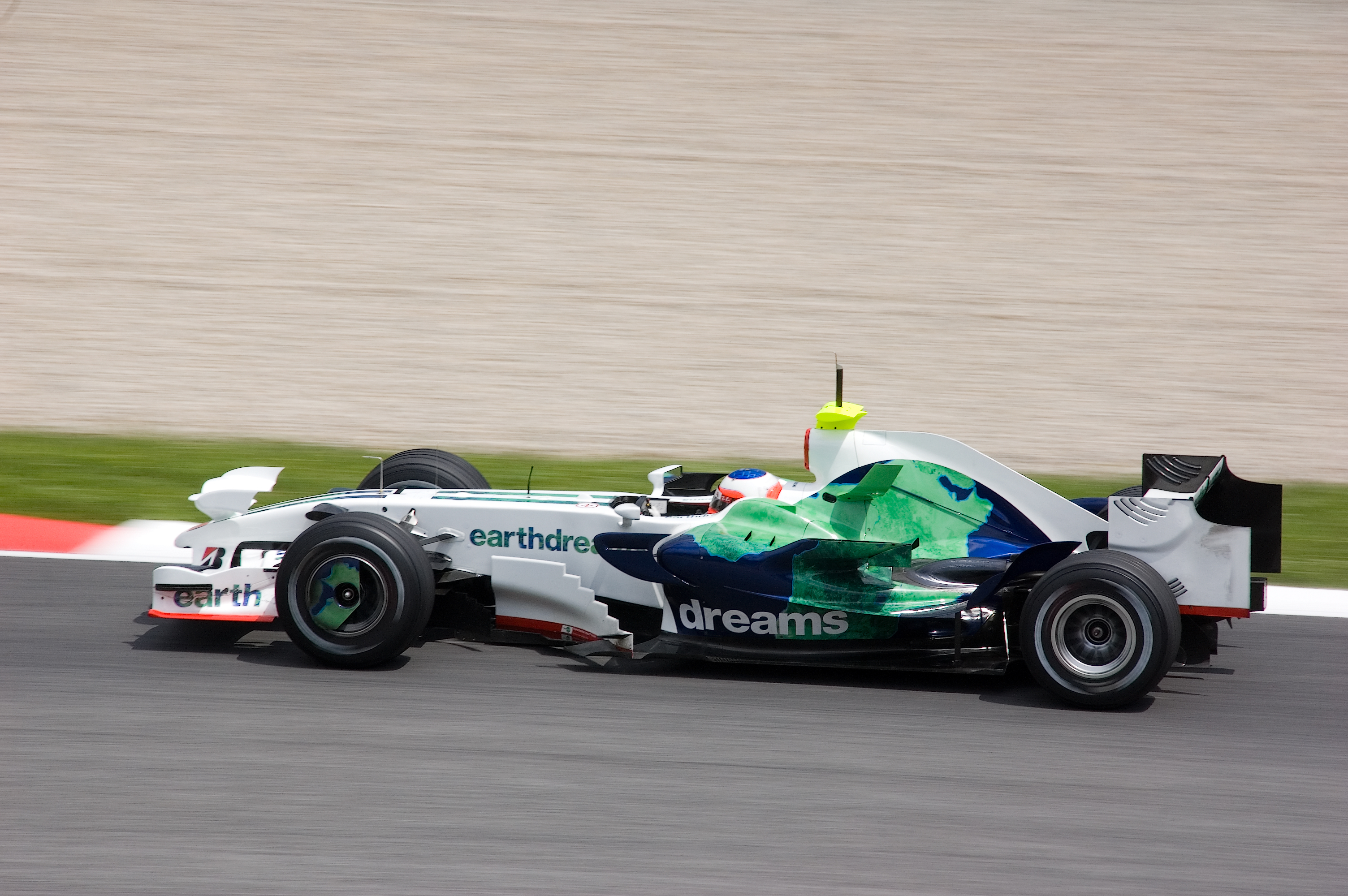
Rubens Barrichello probando el coche.

La sexta cita del mundial se realizó en el trazado urbano de Mónaco, en una carrera caótica por la lluvia. En la salida, ambos pilotos ganaron varias plazas, pero las chances de Jenson Button por puntuar se esfumaron al final de la primera vuelta, ya que por una colisión con Nick Heidfeld en la salida de la curva de la piscina se vio obligado a entrar de inmediato a boxes, regresando a pista en el último lugar. Mientras tanto, Rubens Barrichello rodaba en el decimoprimer lugar. El accidente entre Sébastien Bourdais y David Coulthard, que provocó la aparición del coche de seguridad, ayudó al brasileño a llegar a la zona de puntos en la vuelta 16. Hacia la mitad de carrera, el RA108 de Barrichello era el más rápido en una pista que se secaba constantemente y llegó a marcar dos vueltas rápidas consecutivas, lo que le permitió superar a Mark Webber y a Jarno Trulli y ubicarse sexto. Poco después, realizó su única parada en boxes y regresó a la pista en la octava plaza. Finalmente, Rubens terminó sexto la carrera, viéndose beneficiado por el accidente de Adrian Sutil y Kimi Räikkönen; mientras que Button finalizaba la competencia en el decimoprimer lugar.
El siguiente Gran Premio fue el de Canadá, una carrera también muy movida. En la clasificatoria, Jenson Button era eliminado en la Q1, mientras su compañero Rubens Barrichello volvía a superarle y se colaba en la Q3. Un accidente de Sutil forzó la intervención del coche de seguridad, hecho que aprovechó Honda para llamar a boxes a Barrichello. El veterano piloto se vio beneficiado por su estrategia a un solo repostaje y la colisión de Lewis Hamilton con Kimi Räikkönen para volver a entrar en la zona de puntos y sumar dos unidades a su casillero. Button volvió a acabar undécimo.

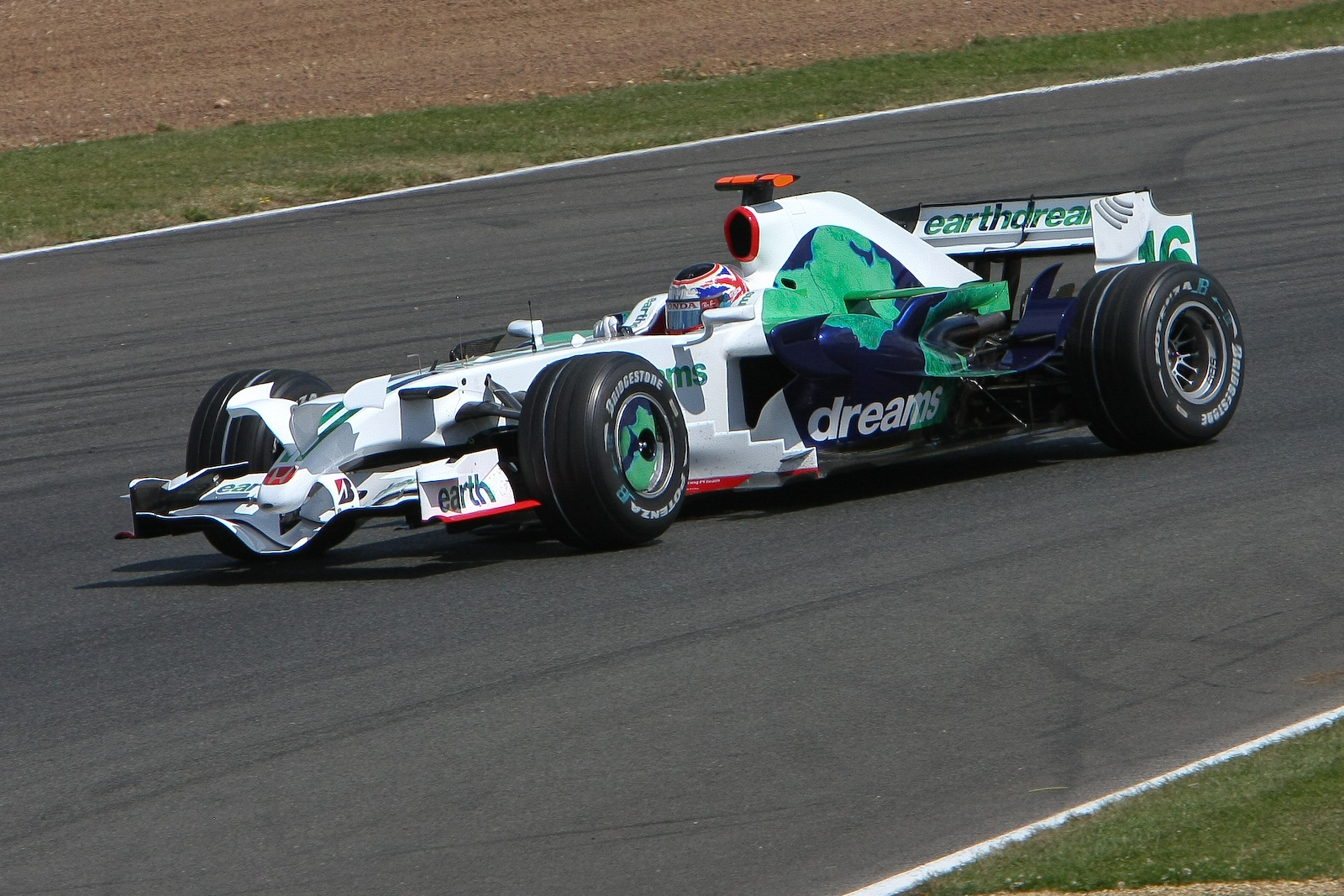
Button en Silverstone.

Tras visitar el continente americano, los equipos embarcaron rumbo a Magny-Cours. En una carrera sin incidentes, el RA108 demostró que no podía puntuar salvo debacle de la competencia. Tanto Barrichello como Button no pasaron de la Q1, y sólo Rubens pudo acabar el Gran Premio en una pobre 14.ª posición.
La siguiente carrera tuvo lugar en Gran Bretaña. En un domingo pasado por agua, Ross Brawn supo sacar provecho del caos para montar ruedas de mojado a Rubens Barrichello y que el brasileño sacara a relucir sus habilidades en mojado para conseguir un brillante tercer puesto. Era el primer podio para Honda desde Brasil 2006. Por su parte, Jenson Button no pudo acabar la carrera al hacer un trompo.
Los pilotos se reencontraron en el Gran Premio de Alemania. Honda bajó de la nube de Silverstone y completó otra floja actuación en un Gran Premio sin opciones de dar la sorpresa. Barrichello, que salía el 18.º, no acabó la carrera; y Button llegó 17.º y último a la línea de meta.
El guion se repitió en Hungaroring. El RA108 no era competitivo si no se daban circunstancias excepcionales, y en Hungría no las hubo. Button fue decimosegundo y Barrichello decimosexto.
La Fórmula 1 volvió a vistar España con motivo del Gran Premio de Europa en Valencia. Fue otra carrera sin incidentes destacables, en la que Honda tampoco tuvo opciones de lograr un resultado positivo: Jenson finalizó decimotercero y Rubens decimosexto.
En el siguiente Gran Premio, en Bélgica, la tónica seguía sin cambiar pese a que la lluvia dio pie a algunas sorpresas en las primeras vueltas y al acabar la carrera. Barrichello abandonó por problemas en la caja de cambios y Button llegó el 15.º.
En Italia, el agua volvió a hacer acto de presencia. La carrera fue bastante complicada por las condiciones del asfalto, y la escudería japonesa seguía coleccionando fiascos. Button fue decimoquinto y Barrichello decimoséptimo.
Las escuderías viajaron a Asia para correr el primer Gran Premio nocturno de la historia de la Fórmula 1. Jenson recuperó las buenas sensaciones y entró en la Q3, mientras que Rubens volvía a quedarse en la Q1. El día de la carrera, con dos apariciones del coche de seguridad y muchos cambios en la clasificación, el británico se quedó a un solo puesto de puntuar: noveno. Por su parte, el brasileño no pudo acabar la carrera.
El siguiente Gran Premio fue el de Japón. Otra dura carrera para Honda, de nuevo sin suerte. Button llegó a la línea de meta en decimocuarta posición y Barrichello en decimotercera.
En China, el coche siguió demostrando que no estaba a la altura. Jenson Button quedó eliminado en la Q1 y Rubens Barrichello llegó a la Q2. En la carrera, el brasileño llegó al decimoprimero y el británico al decimosexto, sólo superando a Giancarlo Fisichella.
La última carrera del RA108, así como del equipo Honda Racing F1 Team, fue en Brasil. En clasificación, de nuevo Button se quedó en la Q1 y Barrichello en la Q2; y a pasar de las condiciones de lluvia en carrera el coche no fue capaz de despedirse en los puntos, quedando ambos pilotos muy lejos de las primeras posiciones. Ross Brawn hizo estas declaraciones tras acabar la temporada:

"Este fin de semana pone fin a una temporada difícil y frustrante para nuestro equipo, pero estoy orgulloso de la manera en que hemos perseverado y mantenido nuestra motivación hasta la última carrera. Siempre nos hemos esforzado al máximo para obtener todo el rendimiento posible del monoplaza a lo largo del año, y cuenta a nuestro favor el haber conseguido un podio en Silverstone. Gracias a todos los miembros del equipo por haber mantenido la cabeza en alto durante un año difícil".

## Test de pretemporada 2009

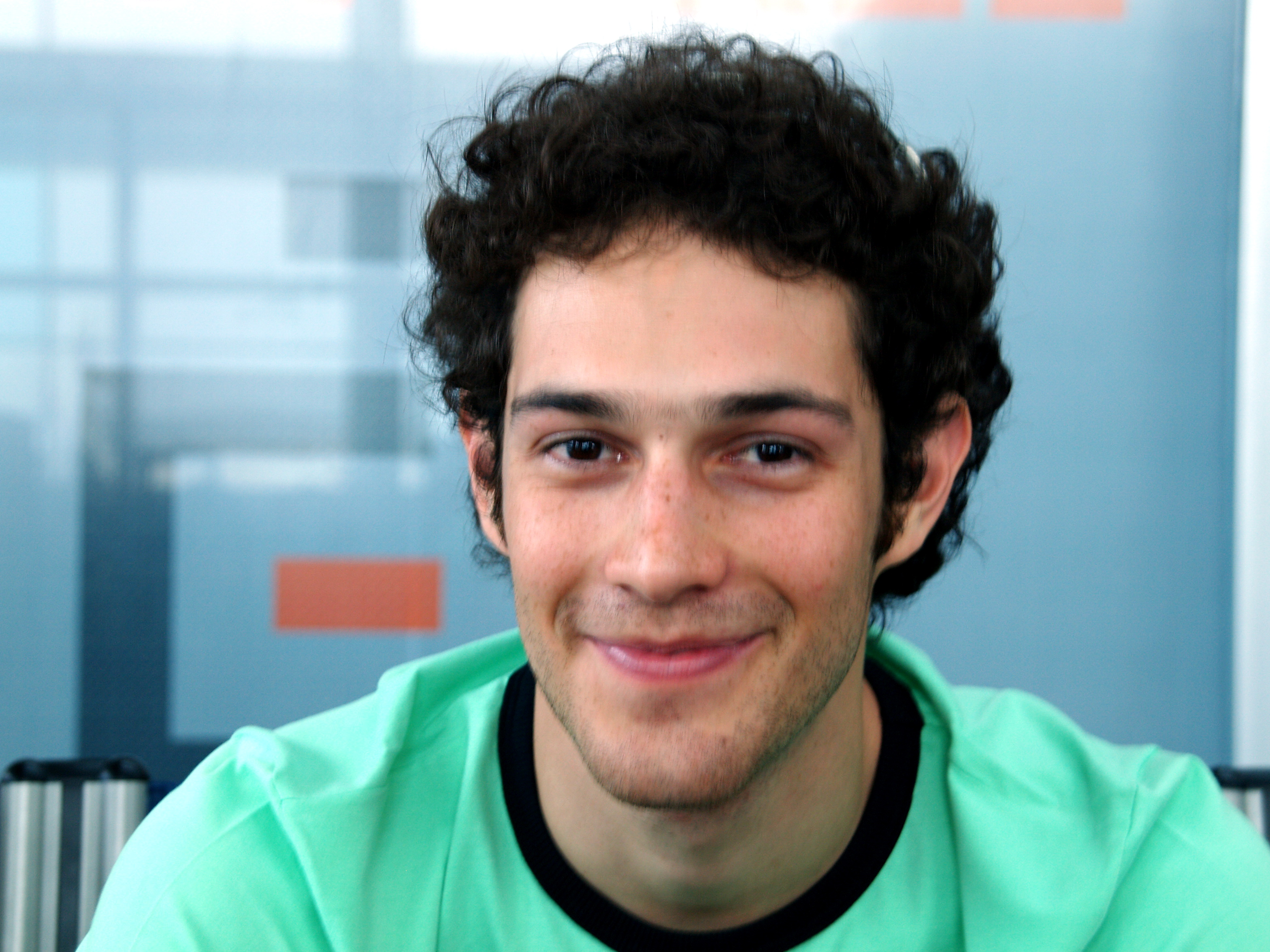
Bruno Senna realizó unos test para el equipo.

El equipo utilizó estos test para probar a su posible alineación de pilotos, ya que el futuro de Barrichello estaba en duda, destacando la convocatoria de los jóvenes Bruno Senna y Lucas di Grassi.
Los test fueron tan productivos que Jenson Button aseguraría que "volvía a disfrutar conduciendo", alegando que su forma de conducir se veía beneficiada por las ruedas lisas y el poco agarre, diciendo que podía llegar a pelear por el campeonato de 2009. Poco después llegaría la noticia de la marcha de Honda de la F1.

## Resultados
(Clave) (negrita indica pole position) (cursiva indica vuelta rápida)

| Año  | Motor               | Neu. | N.º | Pilotos            | 1   | 2   | 3   | 4   | 5   | 6   | 7   | 8   | 9   | 10  | 11  | 12  | 13  | 14  | 15  | 16  | 17  | 18  | Puntos | Pos. |
| ---- | ------------------- | ---- | --- | ------------------ | --- | --- | --- | --- | --- | --- | --- | --- | --- | --- | --- | --- | --- | --- | --- | --- | --- | --- | ------ | ---- |
| 2008 | Honda RA808E 2.4 V8 | B    |     |                    | AUS | MYS | BHR | ESP | TUR | MON | CAN | FRA | GBR | GER | HUN | EUR | BEL | ITA | SIN | JPN | CHN | BRA | 14     | 9.º  |
| 2008 | Honda RA808E 2.4 V8 | B    | 16  | Jenson Button      | Ret | 10  | Ret | 6   | 11  | 11  | 11  | Ret | Ret | 17  | 12  | 13  | 15  | 15  | 9   | 14  | 16  | 13  | 14     | 9.º  |
| 2008 | Honda RA808E 2.4 V8 | B    | 17  | Rubens Barrichello | DSQ | 13  | 11  | Ret | 14  | 6   | 7   | 14  | 3   | Ret | 16  | 16  | Ret | 17  | Ret | 13  | 11  | 15  | 14     | 9.º  |

- ≠ El piloto no acabó el Gran Premio, pero se clasificó al completar el 90% de la distancia total.